# Toxacanthus
Toxacanthus là một chi thực vật có hoa trong họ Cúc (Asteraceae).

## Loài
Chi Toxacanthus gồm các loài: